# Енсдорф (Горњи Палатинат)
Енсдорф (њем. Ensdorf) општина је у њемачкој савезној држави Баварска. Једно је од 27 општинских средишта округа Амберг-Зулцбах. Према процјени из 2010. у општини је живјело 2.242 становника. Посједује регионалну шифру (AGS) 9371120.

## Географски и демографски подаци
Енсдорф се налази у савезној држави Баварска у округу Амберг-Зулцбах. Општина се налази на надморској висини од 469 метара. Површина општине износи 41,5 km². У самом мјесту је, према процјени из 2010. године, живјело 2.242 становника. Просјечна густина становништва износи 54 становника/km².